# Stellerite
La stellerite è un minerale dei silicati.